# Summa
Das Wort Summa (oder auch deutsch Summe) ist lateinisch und bedeutet so viel wie „Gesamtheit“ oder „Gesamtzahl“. Damit konnte anfangs eine noch durchaus ungeordnete Darstellung des Wissens in seiner Gesamtheit verstanden werden. In der Epoche der Scholastik wurde „Summa“ zum festen Fachbegriff für wissenschaftliche Werke, die zur systematisch geordneten, dialektisch gestalteten Darstellung eines gesamten Wissensgebietes geschrieben wurden.

## Werke

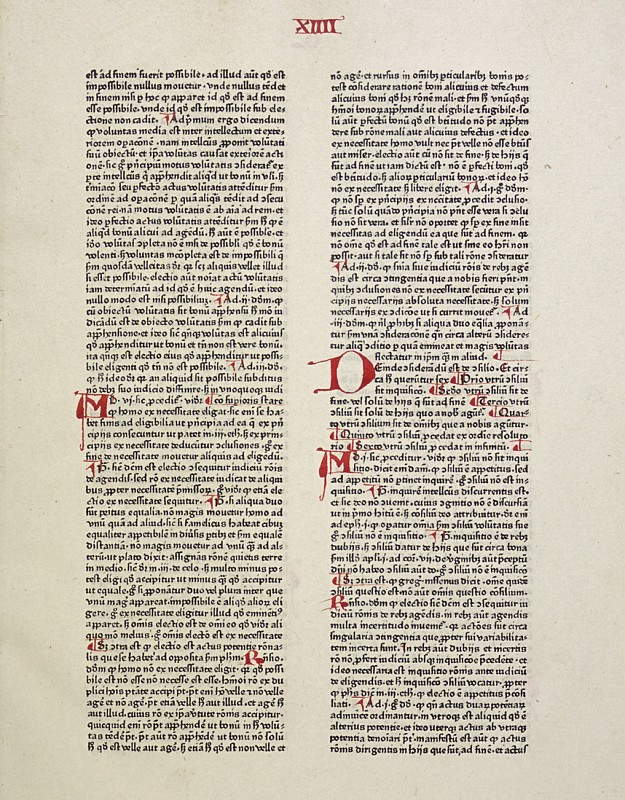
Manuskriptseite aus der Summa Theologica des Thomas von Aquin

Die meisten Werke in Art einer „Summa“ wurden zwischen dem 12. und 14. Jahrhundert verfasst, vor allem im Bereich der Theologie und der Philosophie, aber auch auf den Gebieten der Medizin und der Jurisprudenz, sowie zu den für das Studium grundlegenden Artes liberales, den Sieben Freien Künsten. Bekannte Werke sind z. B. die Summa theologica (theologische Summe), die Summa contra gentiles (Die Summe gegen die Heiden) von Thomas von Aquin oder die Summa logicae von William von Ockham. Durch eine Vielzahl von Summenkommentaren wurden diese Werke im Laufe der folgenden Jahrhunderte bis in die Gegenwart immer wieder neu erfasst. In der Neuzeit wurde der Titel z. B. von Stanisław Lem aufgegriffen (Summa technologiae, 1964).
Speziell für Schulzwecke wurden im Spätmittelalter auch diverse Summulae (kleine Summen) zusammengestellt.

## Charakteristik und Bedeutung
Bei einer „Summa“ geht es darum, in systematischer Strukturierung einen Wissens- oder Themenbereich möglichst umfassend darzustellen. Dies kann einerseits in nahezu enzyklopädischer Form, andererseits aber auch in Form einer auf die wesentlichen Aspekte konzentrierten Zusammenfassung geschehen.
Zugrunde liegt die Idee einer die ganze Schöpfung umfassenden Ordnung, die sich mit Mitteln der Vernunft erkennen und darstellen lässt. Das Streben nach einer Summa ist somit auch ein kennzeichnendes Merkmal mittelalterlichen Denkens. Zugleich werden dabei aber auch bereits die Grundlagen der modernen wissenschaftlichen Methodik entwickelt, z. B. durch fundierte Arbeit mit Quellen, dialektische Argumentationsführung und Systematisierung des Stoffs mit Hilfe von Begriffshierarchien.